# Hôtel Torni
Pour l’article homonyme, voir Hôtel Torni de Tampere.
L’hôtel Torni (en finnois : Hotelli Torni) est un hôtel historique du centre d'Helsinki en Finlande.

## Histoire
L’hôtel a été conçu en 1928 par les architectes Valter Jung et Bertel Jung du cabinet Jung & Jung.
Il a 14 étages.
À son ouverture en 1931, il est le plus grand bâtiment de Finlande et il le reste jusqu’à la construction du nouveau Siège de Fortum à Espoo en 1976.
Il restera alors le plus grand bâtiment d’Helsinki jusqu’en 1987.
Une fois terminé, Torni représentait une nouvelle ère. Stylistiquement, c’était une combinaison d’art déco et de fonctionnalisme. L'hôtel dispose de 100 chambres d'hôtel ainsi que de plusieurs restaurants et cabinets. Les ascenseurs du premier bâtiment électrifié de Finlande ont été fournis par Kone et la vaisselle par Arabia. La nouvelle èpoque a également été représentée par l'accès au toit construit en 1930 au sommet de l'hôtel en construction pour l'amarrage du dirigeable Graf Zeppelin qui a visité Helsinki le 24 septembre 1930. L'idée était que le dirigeable puisse atterrir sur le toit et que les passagers du véhicule puissent se déplacer de là par des échelles jusqu'à l'hôtel pour un cocktail. Cependant, le dirigeable n'a pas atterri dans la Tour, mais le passage aménagé pour le dirigeable est encore visible sur le toit de l'Ateljee Bar situé au sommet de l'hôtel.
Lors de la rébellion de Mäntsälä au printemps 1932, le major evp Into Auer dirigea le mouvement Isänmaa ja Lain Puolesta, qui servait d'instrument contre-révolutionnaire du gouvernement contre le Mouvement de Lapua.
Pendant la Seconde guerre mondiale les membres de l’organisation paramilitaire Lotta Svärd y guettent les bombardements ennemis. Après la guerre l’Hôtel Torni sert de Quartier général pour la Commission de surveillance des Alliés (fi) qui contrôle le respect par la Finlande des obligations de l’Armistice de Moscou.
La tour a été louée à Helsingin Osuuskaupa en 1972, puis elle a été intégrée à la chaîne d'hôtels Sokos.
En 1981, le bâtiment résidentiel Art nouveau Kyllikki, situé à côté de Torni, a été relié à l'hôtel. À la suite de la fusion, l'hôtel s'est agrandi de 50 chambres représentant le style romantique national. Les suites construites du côté de Kylliki étaient équipées de meubles d'Eliel Saarinen.
L'hôtel est actuellement le quatrième par sa hauteur à Helsinki et le 8e dans la liste des plus hauts bâtiments de Finlande.
De nos jours l'hôtel fait partie de la chaîne des hôtels Sokos et le bâtiment appartient à la société de retraite professionnelle Varma.

## Restaurants et bars

### Restaurants
Le premier restaurant chinois de Finlande a ouvert ses portes dans la tour de l'hôtel en 1953. En 1960, un restaurant appelé Balkan Grill, qui servait des plats des Balkans, et Parrilla Española, qui servait des plats espagnols, ont ouvert leurs portes.
Le restaurant de fruits de mer Osteri a ouvert en 1963.

### Bars
Le bar Ateljee situé au sommet de la tour a ouvert en 1951. Les terrasses du bar ont ensuite été vitrées et des radiateurs électriques ont été installés afin qu'elles puissent également être utilisées en hiver.
L'American Bar a été ouvert en 1960 dans une salle au toit en forme de dôme qui sert aujourd'hui de hall d'hôtel. Il a ensuite déménagé à son emplacement actuel, au rez-de-chaussée de l'hôtel.
En 1996, le bar a introduit le Mojito, qui est devenu plus tard une boisson populaire, en Finlande.
Un bar irlandais, O'Malley's, a ouvert du côté d'Yrjönkatu dans les années 1980.